# Monte San Juan
Monte San Juan o Monte de San Juan es un distrito del municipio de Cuscatlán Sur del departamento de Cuscatlán, El Salvador. Limita al norte por Tenancingo, al este por El Rosario y El Carmen, al sur por Cojutepeque y al oeste por Santa Cruz Michapa. Se divide en 10 cantones y 10 caseríos que son rodeados por numerosos ríos y al oeste posee dentro de sus límites el cerro Chachacaste.
Para 1890 tenía una población de 2.810 habitantes, pero para el censo oficial de 2024, tiene una población de 12.239 habitantes. Posee el título de Pueblo, concedido en 1873 y se encuentra a una distancia de 36 kilómetros de San Salvador.

## Historia
En la segunda mitad del siglo pasado, los valles o aldeas de San Juan Arriba, San Juan Abajo y Monte Redondo, de la comprensión municipal de Cojutepeque, con cultivos de maíz, arroz, frijoles y caña de azúcar y rica producción de panela, tenían la base suficiente para constituir un nuevo municipio, cuya creación se hacía impostergable para que el Estado pudiese velar por sus progresos en una forma más efectiva.
El 12 de agosto de 1873, el presidente de la República mariscal de campo don Santiago González expidió el Decreto por el cual dichos valles se erigieron en pueblo con el nombre de Montes de San Juan, que resumió el de los tres poblados mencionados. El nuevo municipio quedó incorporado en el Departamento de Cuscatlán y distrito de Cojutepeque. Según dicho Decreto Ejecutivo, el Cabildo, la Escuela y la Iglesia debían de edificarse en el paraje conocido con el nombre de "Los Majanos" y sus vecinos debían proceder a la elección de un alcalde, dos regidores y un síndico, más un juez de paz propietario y otro suplente. El Gobierno, por su parte, se comprometió a dar del Tesoro Nacional un subsidio, para que los vecinos de Monte de San Juan llevaran a cabo la construcción de los edificios aludidos.
El Gobernador del Departamento de Cuscatlán, en cumplimiento de aquel decreto, dio posesión a la primera municipalidad de Monte de San Juan el día 16 de septiembre de 1872. En 1890 tenía una población de 2,810 personas. Los valles de San Juan Arriba, San Juan Abajo y Monte Redondo formaron el municipio de Monte San Juan, cabecera del pueblo de Monte San Juan, en el distrito de Cojutepeque y Departamento de Cuscatlán  

## Información general

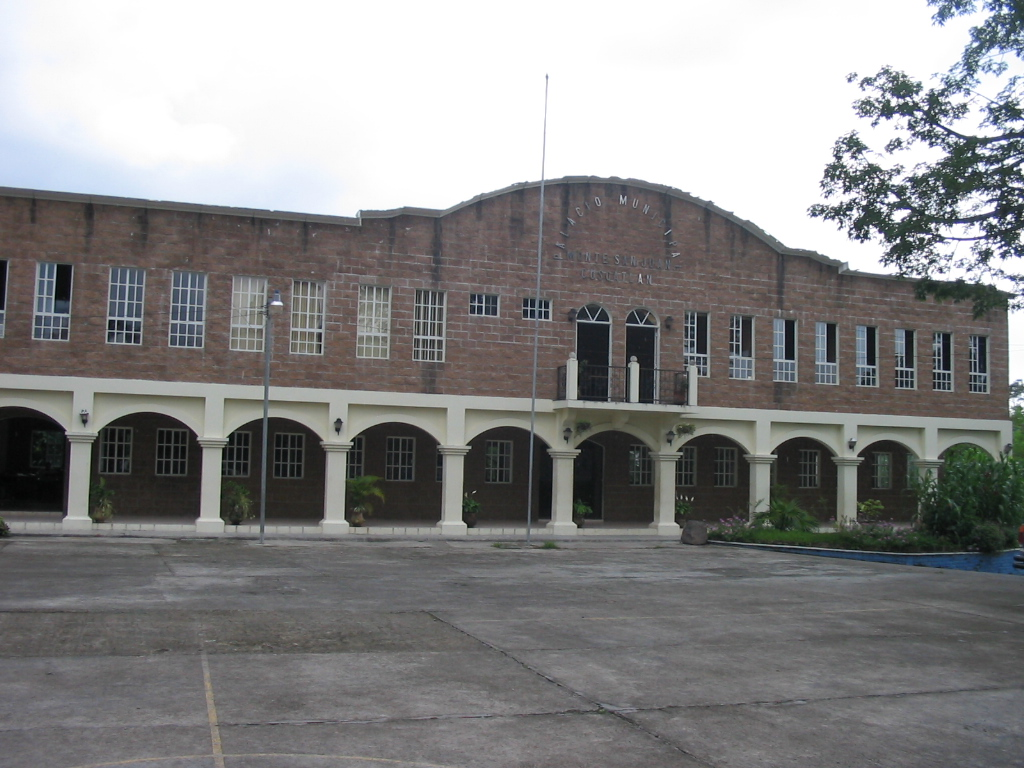
Antiguo Palacio Municipal de Monte San Juan, Cuscatlan.

El distrito de Monte San Juan, está conformado por 11 cantones, y 39 caseríos en el área rural, y en el área urbana cuenta con un barrio y 3 colonias y/o lotificaciones.
| Orden | Nombre           |
| ----- | ---------------- |
| 1     | San Nicolás      |
| 2     | Candelaria       |
| 3     | Concepción       |
| 4     | San José         |
| 5     | San Martín       |
| 6     | El Rosario       |
| 7     | San Andrés       |
| 8     | San Antonio      |
| 9     | El Carmen        |
| 10    | Soledad          |
| 11    | Barrio El Centro |

## Población y vivienda
Para el 2009 la población era de 10,376 de los cuales 878 personas en el área urbana y 9,498 en el área rural. Según el Mapa de Pobreza Extrema elaborado por FLACSO El Salvador/FISDL, el distrito de Monte San Juan se encuentra clasificado en Extrema Pobreza Alta (EPA).

## Actividad económica
Los habitantes del distrito de Monte San Juan practican la agricultura, siendo sus cultivos principales: Caña de Azúcar, Maíz, Frijol, Maicillo y Café. Trabajan en la horticultura con: güisquil, loroco, ejote, tomate, pepino, ayote y pipián. Cultivan también árboles frutales como: naranja, limón, aguacate, mandarina, papaya, coco, guineos, níspero y plátanos; existen comunidades que se dedican a trabajar en la Alfarería de comales, ollas, cántaros, macetas, sartenes, siendo la materia prima que utilizan el barro.
Dentro de otros productos que se fabrican en el distrito están: dulce de panela, sombreros de palma, escobas de palma, canastos, cestas; todo lo producido en el municipio de Monte San Juan se comercializa en Cojutepeque y Santa Cruz Michapa principalmente.

## Costumbres y tradiciones
Las fiestas patronales del distrito se celebran del 17 al 24 de junio en honor a su patrono San Juan Bautista; las fiestas inician con el tradicional correo de enmascarados y la entrega del programa de las fiestas. En estas fiestas participan todas las instituciones locales como Centros Escolares, ADESCO, Juzgado de Paz, Unidad de Salud y Alcaldía. También hay celebración de fiestas patronales en los diferentes cantones del municipio, las cuales se celebran en diferentes fechas.  

## Geografía

### Hidrografía
El distrito se encuentra rodeado de la belleza natural, que contienen las aguas de sus ríos: San Juan, Tempisque, Camalote, Ajuluco o Tizapa, quebrada El Zapote. Los ríos principales son: 
- AJULUCO O TIZAPA: Inicia su recorrido por este municipio, al pie del 14 cerro Chachacaste y a 3.0 km. Al Este del pueblo de Monte San Juan, corre con rumbo norte sirviendo como límite entre este municipio y los de El Carmen, El Rosario y Tenancingo, desde su comienzo hasta donde recibe las aguas del río Camalote, lugar donde abandona a este municipio. Su longitud dentro del municipio es de 7.0 km.
- SAN JUAN: Nace fuera de este municipio y hace su entrada en él a 1.8 km. Al sur del pueblo de Monte San Juan, en el lugar donde le afluye la quebrada Madrecacao del municipio de Santa Cruz Michapa y desde allí su recorrido con rumbo sur a norte, sirve de límite entre estos municipios hasta el lugar donde recibe las aguas del río Cacahuatal, adentrando su curso por el municipio en dirección suroeste y noreste y saliendo del mismo en las inmediaciones del caserío El Tránsito. La longitud de su curso dentro del municipio es de 7.0 km

### Orografía
El distrito carece de rasgos orográficos notables y solamente cuenta con un cerro llamado Chachacaste, situado a 2.3 km al este del pueblo de Monte San Juan, a la vez sirve de mojón al límite distrital entre Cojutepeque. Elevación de 830.40 m Sobre el nivel del mar. Entre los cerros principales del distrito se mencionan: La Campana y Chachacaste, La Loma, San Antonio entre otros.  

### Clima
El clima es cálido pertenece al tipo de tierra caliente; el monto pluvial anual oscila entre 1975 y 2000 mm.